# Maks Dejcz
Maks (Mendel) Abelewicz Dejcz (ros. Макс (Ме́ндель) А́белевич Дейч, ur. w kwietniu 1885 w Dyneburgu, zm. 30 października 1937) – działacz bolszewicki w Rosji, polityk radziecki, funkcjonariusz Czeki.

## Życiorys
Żyd, 1900-1908 członek Bundu, za działalność w tej partii został aresztowany, 13 czerwca 1905 skazany na karę śmierci zamienioną na dożywotnią katorgę, więziony w Wilnie, Mińsku, Smoleńsku i Moskwie, 1908 zbiegł i wyemigrował do USA (1909-1917 członek Amerykańskiej Partii Socjalistycznej), skąd wrócił w listopadzie 1917 i wstąpił do SDPRR(b). Szef oddziału Czerwonej Gwardii, równocześnie pracownik gazety "Saratowskie Izwiestia", od 12 lutego do 5 maja 1918 komisarz Wydziału do Walki z Kontrrewolucją przy Komitecie Wykonawczym Saratowskiej Rady Gubernialnej, w maju-czerwcu 1918 członek gubernialnej Czeki w Saratowie, równocześnie komisarz rewolucyjnej obrony Saratowa, od lipca 1918 do lutego 1919 szef saratowskiego gubernialnego zarządu milicji robotniczo-chłopskiej, od 28 lutego do 19 maja 1919 przewodniczący gubernialnej Czeki w Saratowie. Od maja 1919 członek Trójki Sztabu Operacyjnego Czeki przy Radzie Komisarzy Ludowych Rosyjskiej FSRR, członek Kolegium Tajnego Wydziału Czeki przy Radzie Komisarzy Ludowych, szef wydziału milicji kolejowej, na początku 1920 członek Kolegium Głównego Zarządu Milicji Robotniczo-Chłopskiej Czeki przy Radzie Komisarzy Ludowych Rosyjskiej FSRR. Od marca do sierpnia 1920 asystent przewodniczącego, a od 10 sierpnia 1920 do listopada 1921 przewodniczący gubernialnej Czeki w Odessie, od sierpnia 1922 zastępca szefa Zarządu Ekonomicznego GPU NKWD RFSRR, od 1924 szef zarządu trustu, później członek zarządów towarzystw i spółek akcyjnych. Od 1932 szef Głównego Zarządu Przemysłu Wełnianego Ludowego Komisariatu Przemysłu Lekkiego ZSRR, 1933-1934 zastępca ludowego komisarza przemysłu lekkiego ZSRR, od 11 lutego 1934 do czerwca 1937 członek Komisji Kontroli Radzieckiej przy Radzie Komisarzy Ludowych ZSRR i członek Biura tej komisji oraz kierownik grupy przemysłu lekkiego tej komisji. Odznaczony Orderem Czerwonego Sztandaru (1922). 
27 czerwca 1937 aresztowany, 30 października 1937 skazany na śmierć przez Wojskowe Kolegium Sądu Najwyższego ZSRR i rozstrzelany. 1956 pośmiertnie zrehabilitowany.